# Carlos Brito Benavides
Carlos Enrique Brito Benavides (12 de noviembre de 1891 - 2 de febrero de 1943) fue un compositor y pianista ecuatoriano. 
Hijo del músico Manuel Brito Cruz, obtuvo su primer conocimiento de la música de su padre y posteriormente recibió clases privadas con el pianista y compositor Sixto María Durán Cárdenas.  Más tarde se unió a las bandas No. 3 Regimiento Calderón, luego al Batallón de Vencedores No. 1 y estas bandas recorrieron gran parte del Ecuador.  En Guayaquil, en 1929, Brito Benavides ganó un premio en un concurso con su grupo.  Murió en Quito a los 51 años.
Muchas de sus composiciones han sido grabadas, pero notablemente compuso la pieza Sombras con el texto de la poetisa Rosario Sansores, durante su tiempo en Riobamba.
Conocida figura emblemática del pasillo ecuatoriano, ha recibido homenajes póstumos, develando imágenes junto a los artistas Carlota Jaramillo, Pepe Jaramillo, Carlos Bonilla Chávez, Homero Hidrobo y Segundo Cueva Celi, quienes ensalzaron la música tradicional ecuatoriana. Carlos Brito Benavides es reconocido por ser el autor de la partitura del pasillo ‘Sombras’,